# باول بالارد
باول بالارد هو لاعب كرة قدم كندي، ولد في 17 مايو 1983 في نيو ويستمينيستر في كندا. لعب مع Vancouver Whitecaps FC Residency ‏.